# David Applegate
David L. Applegate (geb. vor 1980) ist ein US-amerikanischer Mathematiker und Informatiker.

## Ausbildung und Karriere
Applegate wurde 1991 bei Ravindran Kannan an der Carnegie Mellon University promoviert (Sampling, Integration, and Computing Volumes of Convex Sets). Er arbeitete bei den ATT Research Laboratories. 2016 wechselte er als Research Scientist nach New York City zu Google NYC.
Applegate ist für Arbeiten zum Problem des Handlungsreisenden in den 1990er Jahren mit Robert Bixby, Vašek Chvátal und William Cook bekannt. Sie entwickelten das Programm Concorde, das Lösungsrekorde für das Problem aufstellte.
2012 wurde er ATT Fellow für herausragende Innovationen in Entwurf und Implementation von Werkzeugen zur Visualisierung, Analyse und Optimierung von ATT´s Computernetzwerken, Internetverbindungen und Mobilfunk-Netzwerken.

## Preise und Auszeichnungen
- 2007: Frederick-W.-Lanchester-Preis[3]; William-R.-Bennett-Preis der IEEE Communications Society
- 2001: Beale-Orchard-Hays-Preis

## Schriften
- mit Robert Bixby, Vasek Chvatal, William Cook: The Traveling Salesman Problem: A Computational Study, Princeton University Press 2007